# Cry Baby (album)
Cry Baby je prvi studijski album Melanie Martinez koji je objavljen 14. kolovoza 2015. godine. Glavni singl izdan za albuma je Pity Party. Objavljen je 2. lipnja 2015. godine zajedno s glazbenim videom. Drugi singl nosi naziv Soap izdan 10. srpnja 2015. godine te zadnji službeni singl izdan je 31. srpnja 2015. godine, 14 dana prije nego što će album biti izdan. Zadnji singl nosi naslov Sippy Cup koji je nastavak od njezine debi pjesme Dollhouse.  

## Popis pjesama
- 1. Cry Baby (Melanie Martinez)
- 2. Dollhouse (Martinez, Dussolliet, Sommers)
- 3. Sippy Cup (Martinez, Dussolliet, Sommers)
- 4. Carousel (Martinez, Dussolliet, Sommers)
- 5. Alphabet Boy (Martinez, Dussolliet, Sommers)
- 6. Soap (Martinez, Emily Warren, Kyle Shearer)
- 7. Training Wheels (Martinez, Scott Hoffman)
- 8. Pity Party (Christopher Baran, Kara DioGuardi, John Gluck, Wally Gold, Seymour Gottlieb, Martinez, Herb Wiener)
- 9. Tag, You're It (Scott Harris, Martinez, Rick Markowitz)
- 10. Milk and Cookies (Martinez, Dussolliet, Markowitz)
- 11. Pacify Her (Martinez, Chloe Angelides, Learry)
- 12. Mrs. Potato Head (Martinez, Dussolliet, Sommers)
- 13. Mad Hatter (Martinez, Dussolliet, Bryan Fryzel, Aaron Kleinstub)

## Koncept albuma
Album je izdan 14. kolovoza 2015. godine. Cry Baby je debitirao s brojem 6 na Billboard 200. U prosincu objavila je pjesmu "Gingerbread Man" koji sadržava božićnu tematiku, pjesma je bila besplatan za skinuti na iTunes. U jednom razgovoru Melanie je izjavila da će za svaku pjesmu s albuma koji sadrži 13 pjesama snimiti video. Teme iz albuma Cry Baby su mješavina djetinjstva sa situacijama adolescenata. Cry Baby govori o tome kako je emocionalna i plačljiva pa iz toga proizlazi inspiracija za Cry Baby koja predstavlja nju.  Predstavlja se kao alter ego i protagonist albuma te sebe još opisuje kao fiary tale verzija same sebe. Mama, tata i brat od Cry baby se metaforički spominju u pjesmama "Dollhouse", "Sippy Cup", "Cry Baby".Prva simpatija Cry Baby spominje se u pjesmama "Carousel" i "Alphabet Boy". Johnny predstavlja simpatiju i dečka koji joj je slomio srce u pjesmama  "Soap", "Training Wheels" i "Pity Party". O velikom zločestom vuku (Big Bad Wolf) govori u pjesmi Milk and Cookies i Tag You're It koje sadržavaju tematiku otmice i o tome kako je Cry Baby otrovala vuka koji je također i nju otrovao prije otmice.

## Ostale pjesme
Martinez je u intervju rekla da će za svaku pjesmu snimiti glazbeni video.